# Aurora (automóvel)
O Aurora foi um modelo de automóvel fabricado pela empresa norte-americana "Aurora Motor Company". É considerado o primeiro carro de "Experimental Safety Vehicle" pelos diversos itens de segurança que o projeto continha.

## História
O modelo foi idealizado pelo padre católico Alfred A. Juliano na década de 1950, que antes de ser ordenado, estudou artes e tinha interesse em design automotivo. 
Juliano, que era o responsável por uma das igrejas da "Ordem do Espírito Santo", fundou a Aurora Motor Company na cidade de Branford, em Connecticut. Com um investimento de US$ 30.000,00, desenvolveu o projeto de um carro utilizando o chassi de um Buick, motor de Cadillac e uma carenagem todo de fibra de vidro. Teto e janelas em plástico e o para-brisa curvo para atenuar o risco de impacto da cabeça em caso de acidente (era em forma de bolha, feito de resina à prova de explosão) e direção (o volante) ao centro do carro, para uma melhor proteção em um impacto lateral, eram os itens que foram avaliados como o pioneiro na Experimental Safety Vehicle (em português: Veículo de Segurança Experimental).
Entre 1957 e 1958, a Aurora Motor produziu somente o protótipo (uma unidade). Por seus diversos problemas apresentados, como ser rebocado num dos shows de lançamento devido ao entupimento na mangueira de combustível, entre outras quebras, o modelo não teve nenhum pedido de fabricação antecipado. Com o desinteresse de novos investidores na empresa e as dívidas contraídas para o desenvolvimento do protótipo, fizeram que o padre anunciasse a falência da Aurora Motor Company, em 1958, e o protótipo do Aurora foi entregue como parte de dívidas financeiras para fornecedores de auto-peça.
A igreja católica acusou o padre Juliano de apropriação indevida de recursos financeiros da congregação, e o mesmo foi investigado pela Internal Revenue Service sobre possíveis passivos fiscais. No início da década de 1960, Juliano foi expulso da Ordem do Espírito Santo, morrendo de hemorragia cerebral em 1989. 
A única unidade fabricada do Aurora passou por vários donos e em 1993 foi comprado por Andy Saunders que o levou para a Inglaterra e restaurou. Em 2005, o automóvel foi apresentado na "Goodwood Festival of Speed". 
Atualmente, o Aurora faz parte do acervo do "National Motor Museum" da cidade de Beaulieu, em Hampshire.